# فيتال رو
فيتال رو (بالفرنسية: Vital Roux)‏ هو شخصية أعمال وقانوني واقتصادي فرنسي، ولد في 1766 في بيلمونت-لوتيزيو في فرنسا، وتوفي في 25 يوليو 1846 في ستراسبورغ في فرنسا.